# Odèn
|  | Aquest article tracta sobre aquest municipi del Solsonès. Vegeu-ne altres significats a «Odèn». |

Odèn és un municipi del Solsonès, situat a l'extrem nord-occidental de la comarca. Ensems, també és un dels cinc pobles per bé que la capital és a Cambrils. Està dividit en les següents entitats de població (veïnats o pobles) entre les quals l'entitat municipal descentralitzada de Canalda (amb els nuclis de Puig-arnau, Cavallera i Encies), Cambrils (amb els nuclis de Llinars i el Racó), Odèn (amb el nucli de Montnou), la Móra Comdal (amb el nucli del Sàlzer) i la Valldan.

## Municipi

### Situació i límits

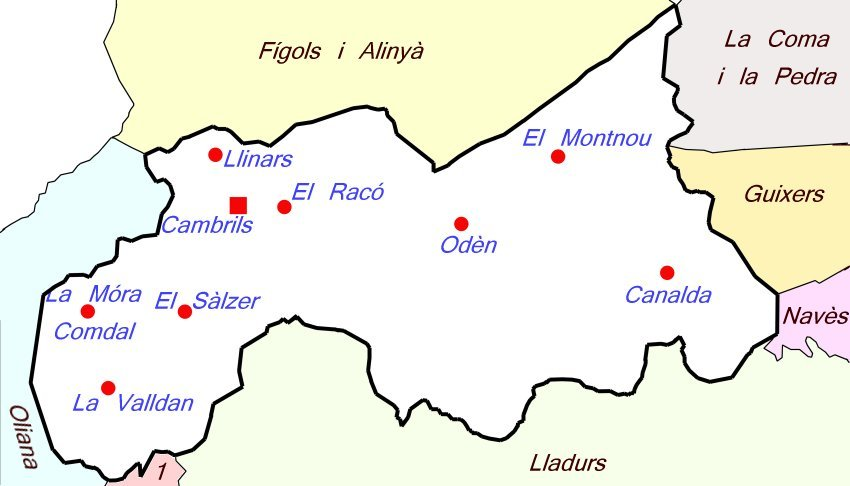
El municipi d'Odèn amb els municipis limítrofs i les entitats de població

El municipi d'Odèn, el tercer més extens de la comarca, es troba al nord-oest d'aquesta. Els seus límits són:
- Nord: amb el municipi de Fígols i Alinyà (Alt Urgell).
- Est: amb la Coma i la Pedra, Guixers i Navès.
- Sud: amb Lladurs i Castellar de la Ribera
- Oest: amb Oliana (Alt Urgell).

## Geografia
- Llista de topònims d'Odèn (Orografia: muntanyes, serres, collades, indrets..; hidrografia: rius, fonts...; edificis: cases, masies, esglésies, etc)

### Orografia
És un territori força accidentat i excepte en la part de ponent del municipi, amb una acusada inclinació del nord al sud que va de prop dels 2.400 m d'altitud del Pedró dels Quatre Batlles fins als 641 m d'Aigüesjuntes o els 532 m d'altitud que assoleix la rasa de la Valldan al sortir del terme municipal.

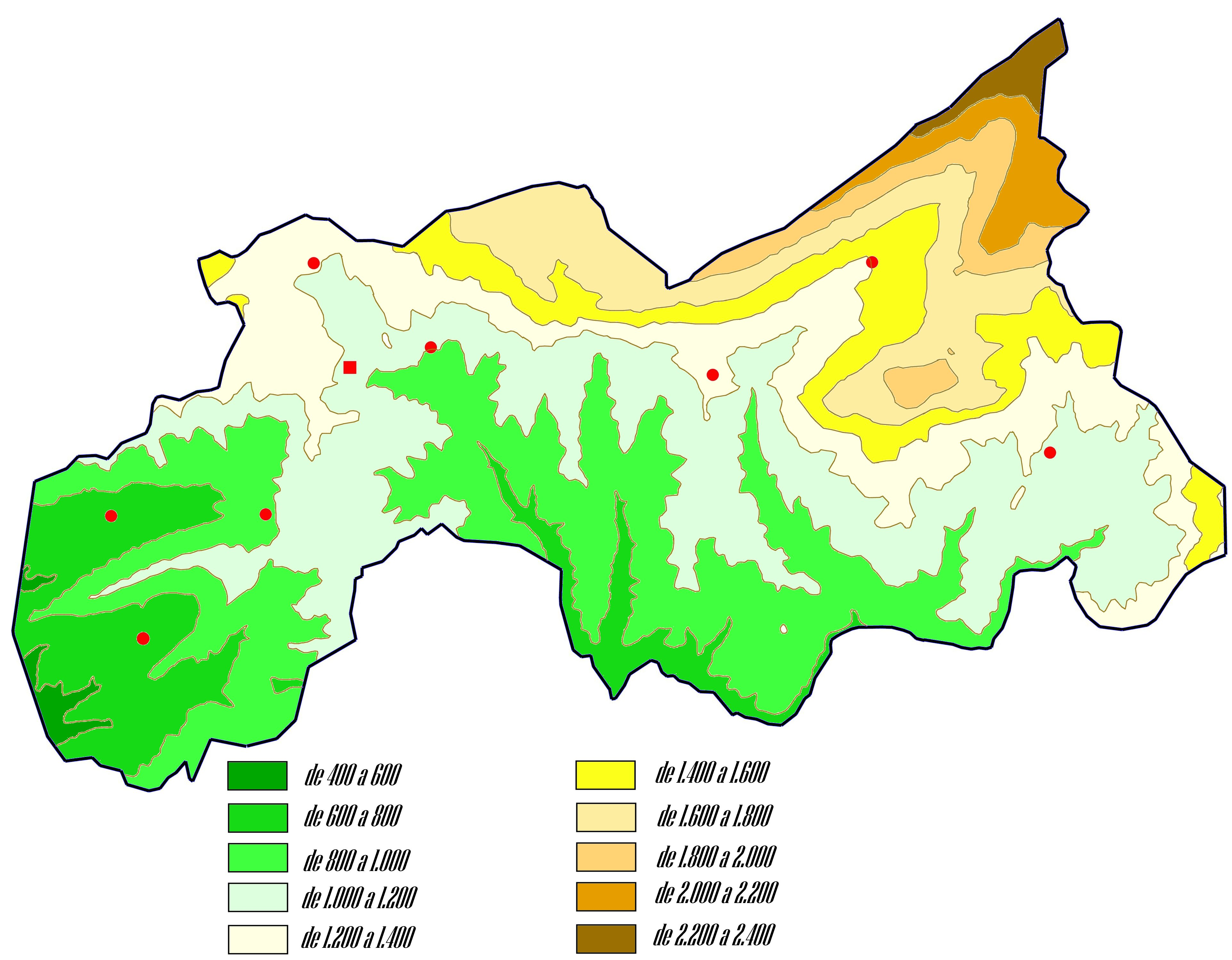
Mapa de cotes d'altitud del municipi d'Odèn.

Al racó nord-oriental s'hi aixeca la part oriental de la Serra de Port del Comte que es perllonga cap a l'oest mitjançant la Serra de Campelles. Des d'elles arranquen, com una mena de contraforts, un seguit de serralades de direcció preponderant nord-sud que baixen fins a la Riera de Canalda, a la frontera sud del terme. A la banda oriental, però, s'hi obren dues valls que desguassen directament al Segre i que, per tant, presenten un descens de l'est cap a l'oest. Ambdues valls (La Valldan al sud i la de la Móra Comdal al nord), es troben separades de la resta del municipi per la Serra Seca.
Al Nomenclàtor oficial de toponímia major de Catalunya hi consten els següents accidents orogràfics:
SerraladesEl Borrut, el Coscoller, la Muntanya d'Alinyà, la Serra de Campelles, la Serra de Canalda, la Serra de Cirera, la Serra de la Garriga, la Serra dels Obacs, la Serra de Munyidor, la Serra d'Odèn, la Serra d'Orrit, la Serra Pelada, la  Serra Seca, el Serrat de la Font Vella, el Serrat de Pampa i el Serrat de Prat d'Estaques.
CimsCap d'Estaques, Colldemà, el Coscoller, el Pedró, el Vulturó, la Gespeguera, l'Espluga, Pedró dels Quatre Batlles, Puig Sobirà, Roc de la Mula, Roc del Migdia, Roca de Canalda, Roca de la Valldan, Roca Llarga, Roques Blanques, Serra-seca, Serrat de Carissols, Serrat de la Creu, Sobirans, Tossal de Cambrils, Tossal de la Pinassa, Tossal Rodó i Turó de les Olles..
Colladesel Coll de la Cadolla Verda, el Coll de la Móra, el Coll de l'Alzina, el Coll de Veça, el Coll del Boix, el Coll del Portell, el  Coll del Vent, el  Coll Pregon, la Collada de la Mata, la Collada de l'Estany, la Collada del Sàlzer,  els Colls i el Portell del Llop.
Plansel Pla de la Batalla, el Pla de la Llacuna i el Pla de les Guàrdies.
Altres orònimsla Bòfia de Torremàs, la Coma de la Comtessa, la Costa de la Fàbrica, la Costa de la Fagina i el Forat Negre.

### Hidrografia

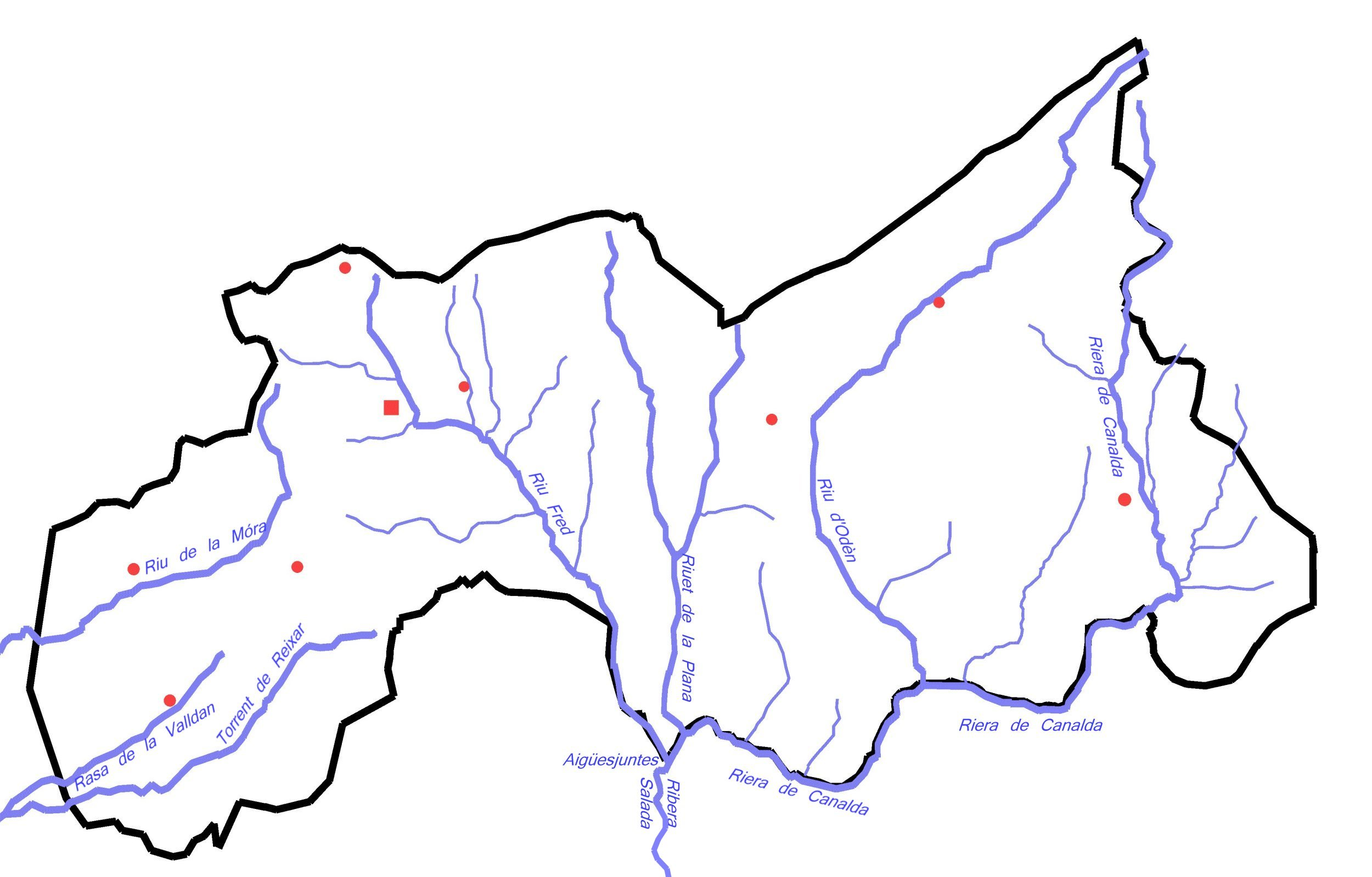
Mapa dels principals corrents fluvials del municipi d'Odèn.

Bona part del seu terme municipal comprèn la capçalera de la Ribera Salada però els pobles de La Valldan i Móra Comdal desguassen les seves aigües directament al Segre. La capçalera de la Ribera Salada està constituïda pel Riu Fred, el Riuet de la Plana, el Riu d'Odèn i la Riera de Canalda. Els principals corrents fluvials de la part oriental del municipi són el Riu de la Móra, la rasa de la Valldan i el torrent de Reixar.

### Demografia
| Entitat de població | Habitants (2023) |
| Cambrils            | 56               |
| Canalda             | 51               |
| Llinars             | 47               |
| el Montnou          | 37               |
| Odèn                | 27               |
| el Racó             | 19               |
| la Valldan          | 18               |
| la Móra Comdal      | 1                |
| el Sàlzer           | 1                |
| Font: Idescat       |                  |

| 1497 f | 1515 f | 1553 f | 1717 | 1787 | 1857  | 1877  | 1887 | 1900 | 1910 |
| ------ | ------ | ------ | ---- | ---- | ----- | ----- | ---- | ---- | ---- |
| 53     | 12     | 47     | 353  | 375  | 1.242 | 1.158 | 963  | 615  | 610  |

| 1920 | 1930 | 1940 | 1950 | 1960 | 1970 | 1981 | 1990 | 1992 | 1994 |
| ---- | ---- | ---- | ---- | ---- | ---- | ---- | ---- | ---- | ---- |
| 615  | 632  | 640  | 622  | 534  | 489  | 390  | 337  | 310  | 310  |

| 1996 | 1998 | 2000 | 2002 | 2004 | 2006 | 2008 | 2010 | 2012 | 2014 |
| ---- | ---- | ---- | ---- | ---- | ---- | ---- | ---- | ---- | ---- |
| 285  | 280  | 279  | 278  | 272  | 275  | 290  | 264  | 268  | 267  |

| 2016 | 2018 | 2020 | 2022 | 2024 | 2026 | 2028 | 2030 | 2032 | 2034 |
| ---- | ---- | ---- | ---- | ---- | ---- | ---- | ---- | ---- | ---- |
| 259  | 260  | 258  | 252  | 230  | -    | -    | -    | -    | -    |

| Evolució demogràfica |            |            |            |                   |                   |                   |       |
| Any                  | Nucli urbà | Nucli urbà | Nucli urbà | Poblament dispers | Poblament dispers | Poblament dispers | Total |
| Any                  | Homes      | Dones      | Total      | Homes             | Dones             | Total             | Total |
| 2000                 | 0          | 0          | 0          | 20                | 12                | 32                | 32    |
| 2001                 | 0          | 0          | 0          | 10                | 8                 | 18                | 18    |
| 2002                 | 0          | 0          | 0          | 11                | 9                 | 20                | 20    |
| 2003                 | 0          | 0          | 0          | 11                | 8                 | 19                | 19    |
| 2004                 | 0          | 0          | 0          | 11                | 8                 | 19                | 19    |
| 2005                 | 0          | 0          | 0          | 10                | 8                 | 18                | 18    |
| 2006                 | 0          | 0          | 0          | 10                | 9                 | 19                | 19    |
| 2007                 | 0          | 0          | 0          | 11                | 9                 | 20                | 20    |
| 2008                 | 0          | 0          | 0          | 11                | 8                 | 19                | 19    |
| Font: INE            |            |            |            |                   |                   |                   |       |

### Economia
L'activitat econòmica del municipi se centra de manera molt destacada en el sector primari per bé que en aquests últims anys el turisme rural ha experimentat un considerable augment.

#### Agricultura
Té escàs pes específic dins el sector, ja que la superfície dedicada a conreus no arriba al 10% del territori. És bàsicament de secà. Cal destacar el cultiu de patates, denominades trumfos (les patates de llavor d'Odèn tenien ja anomenada al s. XVI)

#### Ramaderia
A banda d'aquestes branques de la ramaderia clàssica, actualment al municipi hi ha instal·lat el centre de reproducció i cria de falcons destinats a la falconeria més gran del món: Roc Falcon
Població activa
De les 122 persones que configuraven la població activa d'Odèn l'any 2001 (100 el 1996), 44 treballaven al municipi i 78 es desplaçaven a treballar fora del municipi.
Al municipi hi havia 55 llocs de treball. 44 eren ocupats per residents i els 11 restants venien a treballar-hi des d'un altre municipi.
Índex de motorització

#### Serveis
Educació: L'any 2000 es va clausurar l'única escola d'ensenyament primari del municipi que estava ubicada a Cambrils.

## Etimologia del topònim
L'etimologia del topònim "Odèn" és incerta, tot i que molt probablement és preromana. En l'acta de consagració de la catedral de la Seu d'Urgell (l'any 839) hi apareix escrit Odden. Segons el Diccionari català-valencià-balear, Meyer-Lübke l'inclou entre els noms que porten el sufix ibèric -en (BDC, XI, 6); segons Menéndez Pidal (Topon. 139), potser ve del llatí Audus sufixat amb -ēnu.
En un mapa publicat a Roma l'any 1690 hi apareix escrit Auden. Vegeu també, per aquestes qüestions i altres relatives a la història local, el llibre de Jaume Oliver, Odèn. Història i Patrimoni a la muntanya del Solsonès, Lleida, 2003